# Aydin Orak
Aydin Orak, kurd, född 1982 i Nusaybin, Turkiet, är en skådespelare.
April 2008 besökte Aydin Sverige för första gången.

## Pjäser
- Prometheusê Zincîrkirî
- Kar û Bêkar
- Girav
- Sala nû Hinek Zû
- Rojnivîska Dînekî (En galnings dagbok)